# Thecadactylus rapicauda
A Thecadactylus rapicauda a hüllők (Reptilia) osztályának pikkelyes hüllők (Squamata) rendjébe, ezen belül a gekkófélék (Gekkonidae) családjába tartozó faj.
2007-ig egyedülinek számított a nemében.

## Képek

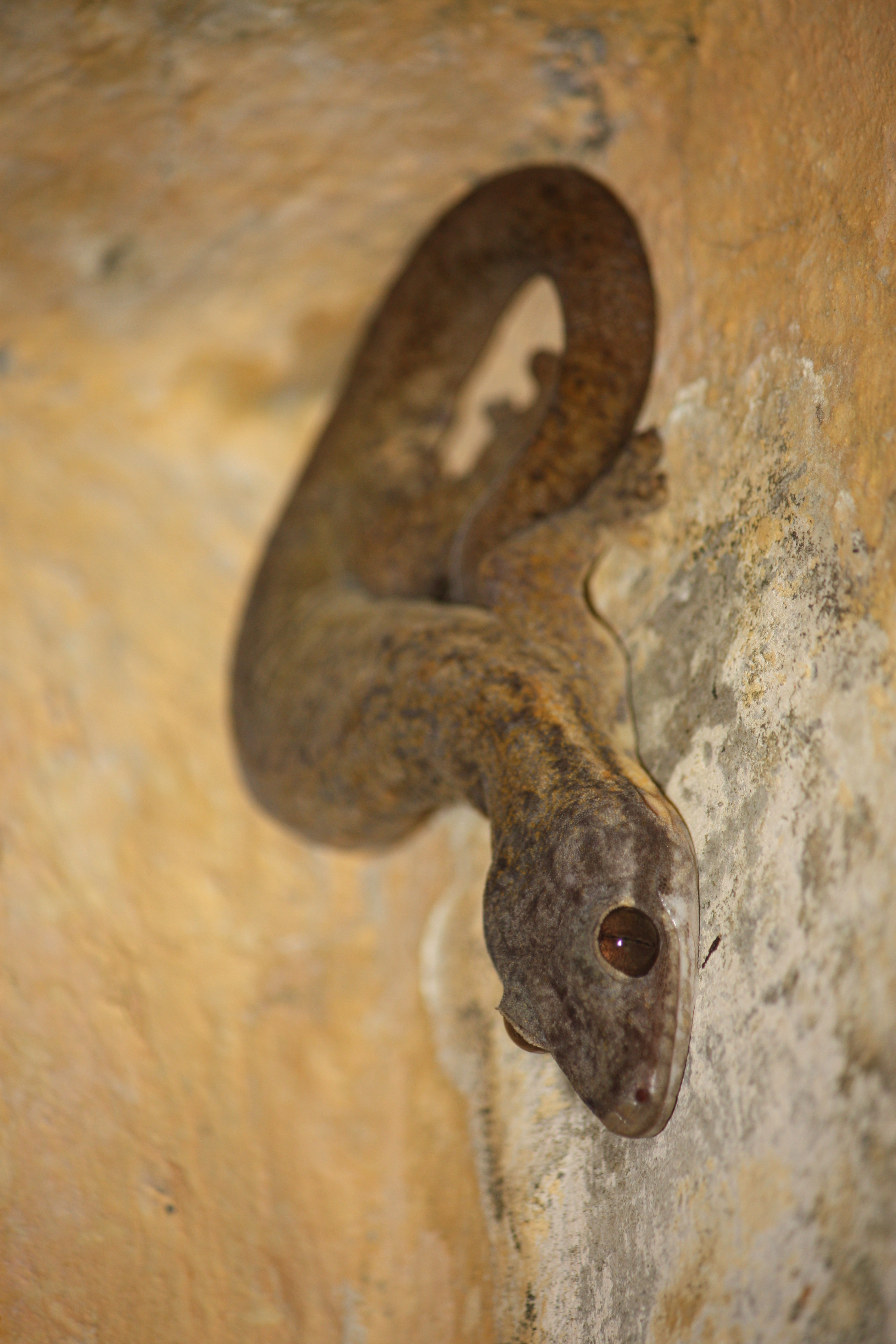
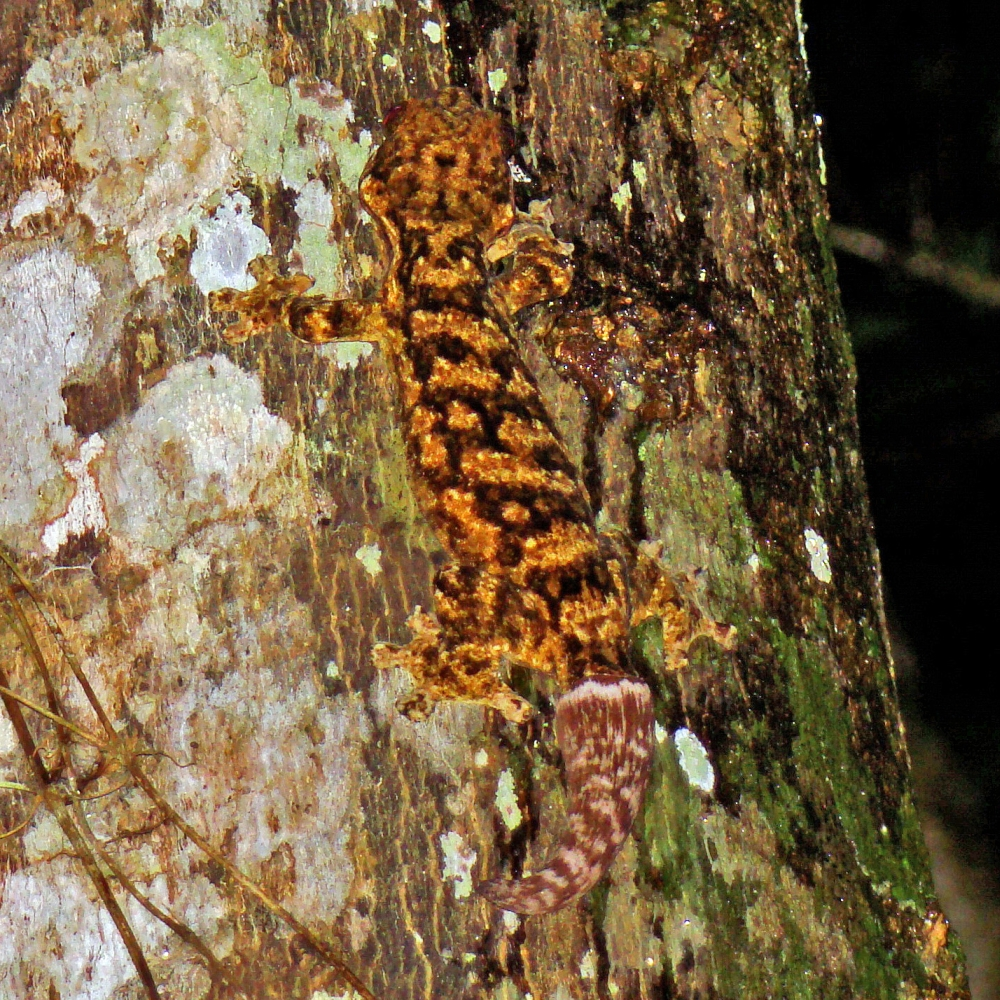
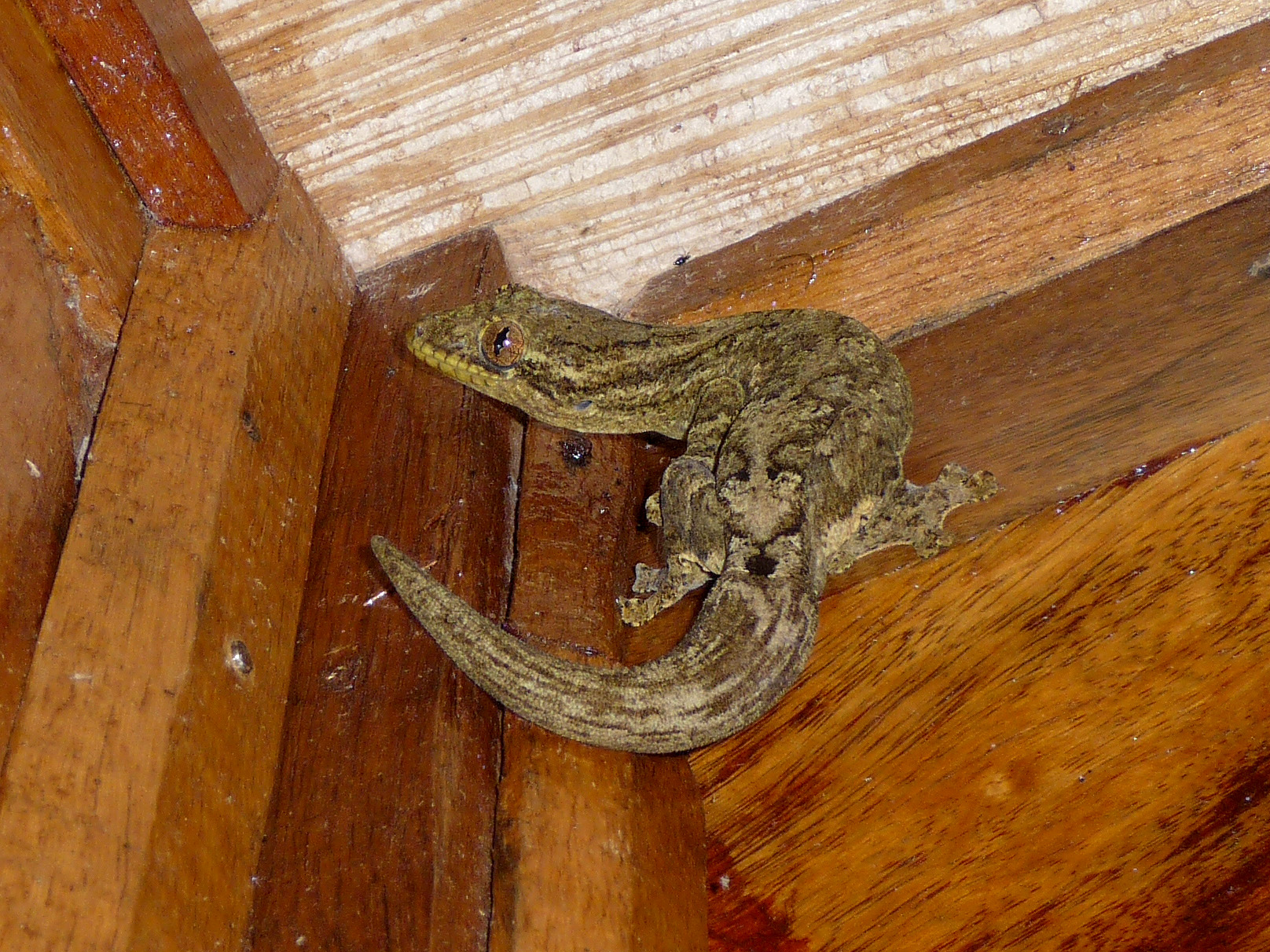

## Előfordulása
A Thecadactylus rapicauda széles körben elterjedt Mexikótól délre Közép-Amerikán és Dél-Amerikán keresztül, egészen Brazíliáig. A Kis-Antillákon is előfordul.

## Megjelenése
Nagytestű gekkófaj, melynek hossza az orrtól a farktőig 12 centiméter. A színezete a világos és sötétszürkétől a sötét narancssárgáig változik. A különböző példányok változtathatják színüket. A duzzadt farkába zsírokat tárol. A farkának mozgatásával ingerét mutatja; veszély esetén elhagyhatja farkát.

## Életmódja
Éjszaka tevékeny. A táplálékául szolgáló rovarokat a pálmafák törzsén, 150-900 centiméteres magasságban kapja el. Csipogó hangokat hallat. Legfőbb ragadozója a Choropterus auritus nevű denevérfaj. A maláriát okozó Plasmodium aurulentum kizárólag ebben a hüllőfajban élősködik.

## Fordítás
Ez a szócikk részben vagy egészben  a   Turnip-tailed gecko című angol Wikipédia-szócikk ezen változatának fordításán alapul.  Az eredeti cikk szerkesztőit annak laptörténete sorolja fel. Ez a jelzés csupán a megfogalmazás eredetét és a szerzői jogokat jelzi, nem szolgál a cikkben szereplő információk forrásmegjelöléseként.